# Ulrich Reich
Ulrich Reich (ur. 10 maja 1951) – niemiecki lekkoatleta, sprinter,  medalista halowych mistrzostw Europy. W czasie swojej kariery reprezentował RFN.
Specjalizował się w biegu na 400 metrów. Zdobył srebrny medal w tej konkurencji na mistrzostwach Europy juniorów w 1970 w Paryżu za Peterem Beavenem z Wielkiej Brytanii.
Na halowych mistrzostwach Europy w 1972 w Grenoble Reich wywalczył dwa srebrne medale: w biegu na 400 metrów (za swym rodakiem Georgiem Nücklesem) i w sztafecie 4 × 2 okrążenia (w składzie: Peter Bernreuther, Rolf Krüsmann, Nückles  i Reich). Ponownie zdobył srebrny medal w sztafecie 4 × 2 okrążenia (w składzie: Falko Geiger, Karl Honz, Reich i Hermann Köhler) na halowych mistrzostwach Europy w 1973 w Rotterdamie, a w biegu na 400 metrów odpadł w półfinale.
Był mistrzem RFN w sztafecie 4 × 400 metrów w 1970 i 1972. Był również wicemistrzem RFN w hali na 400 metrów w 1972, a także mistrzem w hali w sztafecie 4 × 400 metrów w 1972.